# Éole et Béotos
Pour les articles homonymes, voir Éole (homonymie).
Dans la mythologie grecque, Éole (en grec ancien Αἴολος / Aíolos)  et Béotos (Βοιωτός / Boiōtós) sont des frères jumeaux, fils de Poséidon. Béotos est l'ancêtre éponyme des Béotiens.

## Mythe
Leur ascendance est confuse : Pausanias fait de Béotos (cité seul) le fils d'Itonos et de la nymphe Mélanippe. Le nom de « Mélanippe » comme mère est confirmé par un vers d'Asios, préservé par Strabon : Béotos serait « né de la belle Mélanippe dans le palais de Dios ». Dans une de ses fables consacrées aux fils de Poséidon (CLVII), Hygin cite « Béotos et Hellen [sic] », nés d'Antiope la fille d'Éole. Il semblerait qu'Hygin opère ici une confusion, car dans ses autres fables (CLXXXVI et CCLII), Éole et Béotos sont bien frères et fils de Poséidon et d'Arné (la fille d'Éole, maître des Vents). Cette ascendance se retrouve notamment chez Diodore.
Toujours d'après Hygin, Éole et Béotos sont donnés enfants à Théano, femme de Métapontos (roi d'Icarie). Les deux frères auraient été nourris de « lait de vache » (CCLII). Mais devenus adultes, ils doivent se défendre contre les fils de Théano, qu'elle avait voulu dresser contre eux : tuant leur belle-mère et ses fils, ils s'enfuient et parviennent chez Desmontès, leur grand-père, qui retient leur mère Arné prisonnière. Ils le tuent également, libérant leur mère, puis reviennent chez Métapontos qui leur pardonne en apprenant la vérité et les adopte. Béotos laisse son nom à la Béotie dont il devient maître.
D'après la version de Diodore, Arné est donnée au roi Métapontos, chez qui elle accouche de ses fils. En grandissant, ceux-ci tuent Autolyte (femme de Métapontos selon Diodore) à la suite d'un différend qu'elle a avec Arné. Ils doivent alors fuir en exil sur un bateau avec leur mère et plusieurs compagnons.

« [Béotos] s'étant réfugié chez Éole, son grand‑père, ce prince le reçut comme son fils et lui laissa le royaume de l'Éolide. [Béotos] donna alors au pays dont il était roi le nom de sa mère Arné et le sien à ses sujets. »

— (Trad. de l'abbé Terrasson)
Il a aussi un fils, Itonos.

## Sources
- Diodore de Sicile, Bibliothèque historique [détail des éditions] [lire en ligne], IV, 67.
- Hygin, Fables [détail des éditions] [(la) lire en ligne], CLVII ; CLXXXVI ; CCLII.
- Pausanias, Description de la Grèce [détail des éditions] [lire en ligne], IX, 1, 1.
- Strabon, Géographie [détail des éditions] [lire en ligne], VI, 1.